# Bernardo Valencia
Bernardo Valencia, seudónimo de Yimmer Bernardo Trosel Estévez, (Valencia, 11 de octubre de 1952 - id., 18 de octubre de 2011) fue un matador de toros venezolano.
Su padre era conocido por el apodo de El Quemao, por lo que desde pequeño le decían El Quemaíto. Fue Raúl Albert quien le sugirió cambiarlo por un seudónimo más artístico con el cual se hizo conocido mundialmente, combinando su segundo nombre de pila con el de su tierra natal.
Debutó como novillero en su ciudad natal el 1 de agosto de 1971 y en Madrid el 5 de julio de 1973. Esta actuación, en la que cortó una oreja, le permitió la firma de diversos contratos en España, siguiendo una carrera ascendente. Tomó la alternativa en 1976 en la plaza de toros de Benalmádena, siendo su padrino Miguel Mateo "Miguelín" y con Luis Valdenebro como testigo. El 16 de octubre del mismo año hizo su presentación en Caracas. Se retiró del mundo de la tauromaquia en su ciudad natal en 2010, donde continuó viviendo hasta su muerte, ocurrida el 18 de octubre de 2011, tras sufrir un infarto fulminante.